# María José Sánchez Soler
María José Sánchez Soler (Sant Andreu de Llavaneres, 5 de maig de 1952), més coneguda com a Pepita Sánchez Soler, és una gimnasta espanyola retirada i membre de la selecció espanyola de gimnàstica artística entre 1966 i 1972.

## Biografia
Nascuda en el si d'una família treballadora procedent de Múrcia i d'Andalusia, a l'edat de vuit anys va començar a entrenar combinant la seva formació acrobàtica amb estudis de dansa clàssica que continuaria al llarg de la seva carrera. Ràpidament va destacar per la seva flexibilitat, la seva agilitat i la qualitat dels seus moviments. Atès que encara no tenia l'edat suficient per competir en els campionats d'Espanya absoluts, va participar en els campionats d'Espanya de gimnàstica juvenils celebrats a Múrcia el 14 de maig de 1966, en els quals va quedar primera en els quatre aparells -sòl, salt, barra i asimètriques- així com en la classificació individual absoluta. Amb els excel·lents resultats obtinguts en aquesta competició es va guanyar un lloc en la selecció espanyola de gimnàstica, en la qual romandria fins a la seva primerenca retirada en 1972.
El 4 d'abril de 1967, Pepita Sánchez, competint en solitari pel Club Frediani aconsegueix una contundent victòria en els III Campionats d'Espanya juvenils de clubs celebrats a Sevilla en la competició individual absoluta amb 71,45 punts, més de set punts per davant de la segona classificada.
El 26 de maig de 1967, obté una nova victòria en els campionats d'Espanya juvenils, celebrats a Madrid. Pepita Sánchez es va fer amb el títol absolut individual i amb l'or en els quatre aparells.
Els dies 30 i 31 de març de 1968, va aconseguir una nova victòria en la competició individual dels IV Campionats d'Espanya de juvenils de clubs, celebrats a Saragossa. Poc després, els Campionats d'Espanya juvenils, celebrats a Madrid al maig de 1968, confirmaven a Pepita Sánchez com una de les més destacades gimnastes del moment, en vèncer novament en la categoria individual amb 69,70 punts, amb un avantatge de més de 14 punts per davant de la segona classificada. A més, es va fer amb la primera posició en les quatre competicions individuals per aparells.
Des de la seva selecció com a membre de l'equip nacional de gimnàstica en 1966, Pepita va començar a preparar-se intensament al costat de la llavors campiona d'Espanya sènior Ana Elena Sánchez Blume i a Ana María Valenti per participar en els Jocs Olímpics de Mèxic 1968, entrenades per la preparadora i exgimnasta olímpica búlgara, Tsvetanka Stancheva. Encara que Pepita Sánchez comptava amb molt bones opcions per obtenir una bona classificació i fins i tot aspirar a la lluita per alguna medalla en la cita olímpica de 1968, la Federació Espanyola de Gimnàstica va optar per no portar equip femení de gimnàstica a Mèxic en haver-hi tan sols una gimnasta espanyola -Pepita Sánchez- que havia superat la nota mínima per participar, la qual cosa va succeir els dies 7 i 8 de setembre de 1968, en el critèrium internacional celebrat a Madrid i valedor per a la classificació per als Jocs.
El fet que la Federació Espanyola de Gimnàstica, al·legant la falta de gimnastes de primera categoria suficients, decidís deixar de celebrar els campionats d'Espanya de primera categoria de gimnàstica entre 1970, any en què ella aconseguia l'edat per poder-los disputar, i 1973, un any després de la seva retirada, va impedir que Pepita pogués completar el seu palmarès nacional amb campionats d'Espanya de primera categoria que confirmessin, de facte, la seva condició de campiona d'Espanya.
En 1970, va competir al costat de Fabiola Fiances, Dolores Tello i Nieves Dueñas en els XVII Campionats del Món de Gimnàstica, celebrats a Ljubljana, Iugoslàvia (actual Eslovènia). Espanya no va aconseguir classificar un equip complet per a aquesta cita i Pepita Sánchez va finalitzar la competició en 99è lloc.
Va competir també en els IX Campionats d'Europa, celebrats a Minsk, Unió Soviètica (actual Belarús), a l'octubre de 1971, al costat de Dolores Tello i Mercedes Vernetta, quedant en 29è lloc. Una fractura en una cama va impedir que Pepita disputés la copa d'Europa anterior, celebrada en Landskrona, Suècia, al maig de 1969.
L'11 d'octubre de 1971, Pepita aconseguia la medalla d'or en sòl en els VI Jocs Mediterranis de 1971 celebrats a Esmirna, Turquia. En aquesta competició, la selecció espanyola va obtenir la medalla de bronze per equips i Dolores Tello va obtenir la medalla de plata en la final de salt. El mateix any va participar en la Copa del Món celebrada a Miami.
Al desembre de 1971, una lesió de columna, per la qual va haver de sotmetre's a una intervenció quirúrgica que va implicar l'extracció de mitja vèrtebra lumbar. Aquesta lesió suposaria un any més tard la seva primerenca retirada de la competició després de competir en els Jocs Olímpics de Múnic 1972. Igual que va ocórrer a Mèxic 1968, va ser l'única gimnasta espanyola a aconseguir la nota mínima encara que en aquesta ocasió només va poder aconseguir un 111è lloc.

## Palmarès
| Campionat                    | Ciutat i any             | Resultats                         |
| ---------------------------- | ------------------------ | --------------------------------- |
| Espanya juvenil              | Múrcia 1966              | 1ª AA, 1ª VT, 1ª UB, 1ª BB, 1ª FX |
| Trobada França - Espanya     | Bordeus 1966             | 2ª AA                             |
| Espanya juvenil clubs        | Sevilla 1967             | 1ª AA, 1ª VT, 1ª UB, 1ª BB, 1ª FX |
| Espanya juvenil              | Madrid 1967              | 1ª AA, 1ª VT, 1ª UB, 1ª BB, 1ª FX |
| Trobada Espanya - Itàlia     | Saragossa 1967           | 3ª AA, 2ª VT, 1ª FX               |
| Trobada Espanya - Anglaterra | Londres 1967             | 4ª AA                             |
| Espanya juvenil clubs        | Saragossa 1968           | 1ª AA, 1ª VT, 1ª UB, 1ª BB, 1ª FX |
| Espanya juvenil              | Madrid 1968              | 1ª AA, 1ª VT, 1ª UB, 1ª BB, 1ª FX |
| Campionats del Món           | Ljubljana 1970           | 99ª AA                            |
| Grand Prix                   | París 1971               | 6ª AA                             |
| Trobada Dinamarca - Espanya  | Kolding 1971             | 1ª AA, 1ªBB, 1ªFX                 |
| Trobada Espanya - Suïssa     | Madrid 1971              | 4ª AA                             |
| Campionats d'Europa          | Minsk 1971               | 29ª AA                            |
| Memorial Blume               | Sabadell, Barcelona 1971 | 7ª AA                             |
| Copa del Món                 | Miami 1971               | 9ª AA                             |
| Jocs del Mediterrani         | Esmirna 1971             | 7ª AA 3ª T 1ª FX                  |
| Trobada Espanya - Itàlia     | Madrid 1972              | 6ª AA 3ª VT, 8ª UB, 3ª BB, 3ª FX  |
| Trobada Espanya - Dinamarca  | Madrid 1972              | 1ª AA, 1ª VT, 1ª UB, 1ª BB, 1ª FX |
| Jocs Olímpics                | Múnic 1972               | 111ª AA                           |